# Vallée d'Eyne
La vallée d'Eyne est une vallée des Pyrénées orientales située sur la commune d'Eyne, dans le département français des Pyrénées-Orientales.

## Géographie
Longue de 6 km et large de 2 km environ, elle suit la rivière d'Eyne, affluent du Sègre, depuis la frontière entre la France et l'Espagne jusqu'au village d'Eyne, du sud-est vers le nord-ouest. Abritant une flore riche d'espèces rares, elle inclut la réserve naturelle nationale de la vallée d'Eyne qui a été créée en 1993.